# Campo Setenta y Tres
Campo Setenta y Tres är en ort i Mexiko.   Den ligger i kommunen Riva Palacio och delstaten Chihuahua, i den nordvästra delen av landet, 1 300 km nordväst om huvudstaden Mexico City. Campo Setenta y Tres ligger 2 040 meter över havet och antalet invånare är 157.
Terrängen runt Campo Setenta y Tres är en högslätt, och sluttar västerut. Runt Campo Setenta y Tres är det mycket glesbefolkat, med 3 invånare per kvadratkilometer. Närmaste större samhälle är Campo Setenta y Dos, 8,4 km sydost om Campo Setenta y Tres. Trakten runt Campo Setenta y Tres består i huvudsak av gräsmarker.